# Diszperziós kölcsönhatás
A diszperziós kölcsönhatás (más néven diszperziós kötés) apoláris molekulák vagy atomok között kialakuló, elektrosztatikus kölcsönhatás. A jelenség során az elektronfelhő átmeneti torzulásának köszönhetően gyenge dipólusok alakulnak ki, melyek között megjelenik az elektrosztatikus vonzás. A másodlagos kölcsönhatások (másodlagos kötések) közül a leggyengébb fajta; az elsőrendű kötéseknél jóval (átlagosan százszor) gyengébb. A diszperziós kölcsönhatást London-féle erőnek is hívják, a német-amerikai fizikus Fritz London után, valamint a kölcsönhatás jellegéből adódóan nevezik még indukált dipól–indukált dipól kölcsönhatásnak is.

## Mechanizmus
A gömbszerű elektroneloszlással bíró atomok apolárisak, mivel nem rendelkeznek állandó dipólusmomentummal. Ez azonban csak adott időtartam alatti átlagos elektroneloszlást tekintve igaz. Viszont egy adott pillanatban vizsgálva az elektronfelhő sűrűségét az tapasztalható, hogy az eloszlás nem feltétlenül egyenletesen gömbszerű, helyenként eltérések lehetnek. A szférikus szimmetria efféle torzulása legfőképp az atomok közötti ütközéseknek köszönhető. Az elektronok egyenlőtlen eloszlása átmeneti dipólust képez az atomban, ami megfelelő távolság esetén a szomszédos atomokban is átmeneti dipólust eredményezhet, ennek következtében pedig vonzó kölcsönhatás alakulhat ki az atomok között.

## Jellemzők
Az orientációs és az indukciós kölcsönhatással ellentétben a diszperziós kölcsönhatás létrejöhet teljesen apoláris atomok és molekulák között is, pl. héliumatomok vagy nitrogénmolekulák között. A többi dipólus-alapú kölcsönhatással ellentétben a diszperziós erő mindig vonzó hatást fejt ki. A nagyobb méretű apoláris molekulákban az elektronok számának növekedésével az atomok mérete is nő, így nagyobb térrészben mozoghatnak, ezáltal pedig jelentősebb lehet a töltéselkülönülés, a polarizáció. Tehát általánosságban elmondható, hogy minél nagyobb egy elem rendszáma, annál erősebb diszperziós kölcsönhatás kialakítására képes; például emiatt szobahőmérsékleten gáz-halmazállapotú a klór, folyékony a bróm és szilárd a jód. A cseppfolyósított nemesgázok atomjai között is diszperziós kölcsönhatás alakul ki (ezek a részecskék molekularácsban kristályosodnak, ezért egyatomos molekuláknak tekinthetők).

## Potenciális energia
Egynemű anyagok esetében a kölcsönhatási (potenciális) energiát a következő egyenlet adja meg:
{\displaystyle \ V=-{\frac {3I\alpha ^{2}}{4r^{6}}}}
ahol r a távolság, α a polarizálhatóság mértéke, I az első ionizációs potenciál.
Hasonlóképp két különböző anyag (A és B) keveréke esetén a képlet:
{\displaystyle \ V=-{\frac {3I_{A}I_{B}}{4(I_{A}+I_{B})}}\cdot {\frac {\alpha _{A}\alpha _{B}}{r^{6}}}}